# Against Me!
Against Me! é uma banda de punk rock norte-americana fundada em 1997 em  Gainesville, Flórida. Seu primeiro álbum completo foi lançado em 2002 pela No Idea Records, sob o nome Reinventing Axl Rose.

## Discografia

### Álbuns de estúdio
- 2002 - Against Me! is Reinventing Axl Rose
- 2003 - Against Me! as the Eternal Cowboy
- 2005 - Searching for a Former Clarity
- 2007 - New Wave
- 2010 - Against Me! - White Crosses
- 2014 - Transgender Dysphoria Blues
- 2016 - Shape Shift With Me

### Ao vivo
- 2006 - Americans Abroad!!! Against Me!!! Live in London!!!
- 2015 - 23 Live Sex Acts

### EPs
- 2000 - Against Me! EP
- 2001 - Crime as Forgiven By
- 2001 - The Acoustic EP
- 2002 - The Disco Before the Breakdown
- 2008 - New Wave B-Sides
- 2013 - True Trans

### Demos
- 1997 - Against Me! (Tom's First Demo)
- 1998 - Vivida Vis!
- 2000 - Against Me! 7 Song Cassette

### Singles
| Data de lançamento | Título                                            | Gravadora        | Tabela                        |
| 2004               | "Cavalier Eternal" 7"                             | No Idea Records  |                               |
| 2005               | "Sink, Florida, Sink" 7"                          | No Idea Records  |                               |
| 2005               | "Don't Lose Touch" 12"                            | Fat Wreck Chords |                               |
| 2006               | "From Her Lips to God's Ears (The Energizer)" 12" | Fat Wreck Chords |                               |
| 2007               | "White People for Peace" 7"                       | Sire Records     |                               |
| 2007               | "Thrash Unreal" 7"                                |                  | #11 US Modern Rock #51 Canada |
| 2007               | "White People for Peace" 12"                      | Sire Records     |                               |
| 2008               | "Stop!" 7"                                        | Sire Records     | #27 US Modern Rock #78 Canada |
| 2008               | "New Wave" 7"                                     | Sire Records     |                               |